# День борьбы за свободу и демократию
День борьбы за свободу и демократию — государственный праздник в Чехии и Словакии, отмечаемый 17 ноября.
Праздник законодательно введён в 2000 году в память о двух событиях:
- в 1939 году в знак нацистских репрессалий в отношении чешских студентов.

15 ноября 1939 года состоялись похороны студента Яна Оплетала, который выступал на демонстрации против немецкой оккупации. После этого имперским протектором Константином фон Нейратом были закрыты высшие учебные заведения, более 1200 студентов были отправлены в концентрационный лагерь Заксенхаузен, а девять студентов и активистов студенческих организаций были 17 ноября казнены.
В 1941 году в Лондоне этот день был объявлен Международным днём студентов.
- в 1989 году в память о демонстрации пражских и братиславских студентов, вылившейся в Бархатную революцию.